# Olpogastra
Olpogastra is een geslacht van libellen (Odonata) uit de familie van de korenbouten (Libellulidae).

## Soorten
Olpogastra omvat 1 soort:
- Olpogastra lugubris (Karsch, 1895)